# Afganisztán az 1964. évi nyári olimpiai játékokon
Afganisztán a japán Tokióban megrendezett 1964. évi nyári olimpiai játékok egyik részt vevő nemzete volt. Az országot az olimpián 1 sportágban 8 sportoló képviselte, akik érmet nem szereztek.

## Birkózás
Kötöttfogású
| Versenyző        | Versenyszám | 1. forduló                             | 2. forduló                      | 3. forduló                      | 4. forduló        | 5. forduló        | Döntő             | Helyezés    |
| Versenyző        | Versenyszám | Ellenfél Eredmény                      | Ellenfél Eredmény               | Ellenfél Eredmény               | Ellenfél Eredmény | Ellenfél Eredmény | Ellenfél Eredmény | Helyezés    |
| ---------------- | ----------- | -------------------------------------- | ------------------------------- | ------------------------------- | ----------------- | ----------------- | ----------------- | ----------- |
| Nour Ullah Noor  | 57 kg       | Icsigucsi Maszamicu (JPN) · kétvállas  | Andrew Fitch (USA) · 3-1        | kiesett                         | kiesett           | kiesett           | kiesett           | helyezetlen |
| Nour Aka Sayed   | 63 kg       | Branislav Martinović (YUG) · kétvállas | Marin Bolocan (ROU) · kétvállas | kiesett                         | kiesett           | kiesett           | kiesett           | helyezetlen |
| Wahid Ullah Zaid | 70 kg       | Alejandro Echaniz (MEX) · 2-2          | Kurt Madsen (DEN) · 3-1         | Franz Schmitt (EUA) · kétvállas | kiesett           | kiesett           | kiesett           | helyezetlen |

Szabadfogású
| Versenyző          | Versenyszám | 1. forduló                       | 2. forduló                               | 3. forduló               | 4. forduló                  | 5. forduló                | Döntő             | Helyezés    |
| Versenyző          | Versenyszám | Ellenfél Eredmény                | Ellenfél Eredmény                        | Ellenfél Eredmény        | Ellenfél Eredmény           | Ellenfél Eredmény         | Ellenfél Eredmény | Helyezés    |
| ------------------ | ----------- | -------------------------------- | ---------------------------------------- | ------------------------ | --------------------------- | ------------------------- | ----------------- | ----------- |
| Faiz Khakshar      | 52 kg       | Vincenzo Grassi (ITA) · 3-1      | Seán O'Connor (IRL) · kétvállas          | kiesett                  | kiesett                     | kiesett                   | kiesett           | helyezetlen |
| Mohammad Anwary    | 57 kg       | Hüseyin Akbaş (TUR) · 3-1        | Abdullah Khodabandeh (IRI) · 3-1         | kiesett                  | kiesett                     | kiesett                   | kiesett           | helyezetlen |
| Mohammad Ebrahimi  | 63 kg       | erőnyerő                         | Raúl Romero (ARG) · kétvállas            | Albert Aspen (GBR) · 1-3 | Sztancso Ivanov (BUL) · 3-1 | Bobby Douglas (USA) · 3-1 | kiesett           | 5.          |
| Djan-Aka Djan      | 70 kg       | Carlos Alberto Vario (ARG) · 1-3 | Csong Donggu (Jeong Dong-gu) (KOR) · 3-1 | Klaus Rost (EUA) · 3-1   | kiesett                     | kiesett                   | kiesett           | helyezetlen |
| Shakar Khan Shakar | 78 kg       | Leonard Allen (GBR) · 2-2        | Guram Szagaradze (URS) · kétvállas       | kiesett                  | kiesett                     | kiesett                   | kiesett           | helyezetlen |